# Emausaurus
Emausaurus là một chi khủng long, được Haubold mô tả khoa học năm 1990.